# Oliviero Toscani
Oliviero Toscani, né le 28 février 1942 à Milan et mort le 13 janvier 2025, à Cecina, est un photographe italien.

## Biographie
Son père, Fedele Toscani, est le premier photoreporter du Corriere della Serra. Dans les années 1960, il se forme à l'École d'arts appliqués de Zurich auprès de professeurs issus du mouvement Bauhaus. Il devient ensuite photographe de rue à New York au tournant des années 1970 où il fréquente la Factory d'Andy Warhol,.
Il est marié à la mannequin norvégienne Kirsti Moseng, avec qui il a eu trois de ses six enfants.
Il mourra le 13 janvier 2025 à l'âge de 82 ans à Cecina, près de Livourne.

### Carrière
En 1976, Oliviero Toscani réalise la campagne photographique Les contemporains pour le compte de Jean-Charles de Castelbajac.
Il est mondialement connu pour avoir imaginé des campagnes publicitaires sur affiches particulièrement controversées pour le compte de l'entreprise textile italienne Benetton durant les années 1990.
La plupart des campagnes incriminées étaient institutionnelles et ne concernaient que la marque de vêtements. Elles étaient le plus souvent composées d'une photographie potentiellement choquante seulement accompagnée du logotype de Benetton, sans commentaire ni autre légende. Son travail associe l'émotion d'une photo de presse à la neutralité du document.
L'une des plus connues représente un homme mourant du SIDA allongé dans un lit d'hôpital et entouré de ses proches. D'autres abordent les thèmes du racisme, de la guerre, de la religion (à l'image de Kissing-nun) ou de la peine de mort.

### Les différentes campagnes publicitaires avec Benetton

#### Campagne «United Colors of Benetton» (1984)
La première campagne est lancée en 1984 et s’intitule « United Colors of Benetton », slogan qui devient le nom de la marque en 1985. Cette campagne, dont le thème directeur est le métissage, est inspirée de problèmes sociaux de l'époque, par exemple l’apartheid en Afrique du Sud. Les affiches sont colorées, on y voit des adultes et des enfants de différentes ethnies. Cette collaboration entre le photographe italien et Benetton se poursuit sur plusieurs campagnes qui donnent une renommée internationale à la marque, notamment à travers plusieurs polémiques,.

#### Campagne de 1989
En 1989, de nombreux clichés comme celui représentant une femme noire allaitant un bébé blanc ou encore deux hommes, l'un blanc, l'autre noir, menottés ensemble font polémique. Ces photographies qui mettent la différence de couleur de peau au premier plan sont « choquantes » pour l'époque. Le message est le suivant : quelle que soit leur carnation, tous les hommes sont égaux : une mère, qu'importe sa couleur reste une maman qui peut allaiter un enfant d'une carnation différente. Ainsi, deux hommes qui commettent un crime doivent être jugés de la même manière.

#### Campagne de 1992
En 1992, Oliviero Toscani réalise de nombreuses affiches dont celle d’un curé embrassant une nonne du bout des lèvres ou encore celle de Giusy, un nouveau-né couvert de sang ayant encore son cordon ombilical. L’objectif de cette campagne est de renverser les stéréotypes : les «couples» photographiés par Toscani mettent en scène une nouvelle interprétation de la «différence ». 
Ces affiches engendrent de fortes polémiques car Toscani enfreint une règle d’or en publicité : associer le produit à un élément ou un événement négatif. Le BVP (Bureau de Vérification de la Publicité) ne pouvant censurer les affiches parce que « la censure n'existe plus en France depuis le Second Empire », a déclaré le directeur général du BVP, Joseph Besnaïnou, demande aux afficheurs de ne pas placarder celles de Benetton qui représentent la femme noire allaitant un bébé blanc, ni le baiser entre le curé et la nonne entre autres.
Les nombreuses images de Toscani proposent plusieurs interprétations possibles. Toscani évoque une dualité, il met en avant une « ligne de partage entre deux eaux » : la guerre et la paix, la beauté et la pollution. Ces affiches amènent une dimension honnête, mais elles n’imposent pas la morale, le message est ambigu et libre : c’est à nous de répondre aux questions que ces affiches nous apportent.

#### Campagne «Regarder la mort en face» (2000)
Au tout début de l'année 2000, sort la campagne « Regarder la mort en face » (We on death row, en anglais). Il s'agit de photos de condamnés à mort. En bas de chaque image est écrit en gras Sentenced to death (en français : « Condamné à mort »). En bas à droite est écrit le nom du condamné et son crime en dessous du logo de la marque.
Cette campagne avait pour objectif de provoquer un débat sur la peine de mort. Cet objectif s'est retourné contre Benetton qui a perdu plusieurs contrats commerciaux, notamment avec les magasins Sears.
La marque est aussi poursuivie en justice par l’État du Missouri dont quatre détenus apparaissaient sur les affiches publicitaires.
Selon le procureur chargé de l’affaire, Jay Nixon, le journaliste Ken Shulman et Oliviero Toscani n’avaient pas mentionné la préparation d’une campagne publicitaire dans leur demande d’accès à la prison de Potosi. L’attaque visait aussi l’Association nationale des avocats criminalistes qui aurait coopéré pour faciliter l’accès à l’établissement de Toscani et Shulman.
Finalement, Benetton a dû envoyer des lettres d’excuses aux familles des victimes des prisonniers apparaissant dans la campagne publicitaire,.

#### Suites
En 2017, Oliviero Toscani fait son retour dans la famille Benetton après avoir brutalement arrêté sa collaboration dans les années 2000. Il décide de bousculer une nouvelle fois les mœurs et d'utiliser la provocation pour changer les mentalités. Pour sa nouvelle campagne, Oliviero Toscani s'est rendu dans une classe d'élèves d'une école primaire pour la photographier avec l’enseignante. II veut utiliser ses clichés pour montrer que le monde d'aujourd'hui est multiculturel. Néanmoins, en février 2020, le célèbre groupe Benetton rompt ses liens avec Oliviero Toscani car il tient des propos minimisant la tragédie de l'effondrement en 2018 du pont Morandi à Gènes, qui a fait 43 morts.

Logo de la marque Benetton

### Activités en dehors de Benetton
Oliviero Toscani a également conçu l'affiche du film Amen, de Costa-Gavras, affiche établissant un parallèle entre croix catholique et croix gammée (le film évoquant le rôle du Vatican durant la Seconde Guerre mondiale), et qui va être à l'origine d'une polémique.
Le photographe déclenche en 2005 une nouvelle controverse par le biais d'une campagne publicitaire pour le compte de la marque de vêtements masculins Ra-Re. Les photographies représentant des homosexuels qui s'embrassent ont suscité d'importantes réactions en Italie et des prises de position quant aux droits de la communauté.
En septembre 2007, il s'engage dans la lutte contre l'anorexie avec une nouvelle campagne publicitaire choc pour No-l-ita, marque italienne de vêtements, où l'on voit Isabelle Caro, une jeune femme anorexique nue au corps squelettique.
En janvier 2011, il lance un calendrier constitué de photos publicitaires exposant uniquement des sexes féminins en gros plan. Deux décennies plus tôt, il avait publié dans Libération 56 photos de sexes féminins et masculins de tous âges et toutes couleurs.
Fin 2011, il critique la campagne UNHATE car celle-ci présente des chefs d’État en train de s'embrasser sur la bouche. Oliviero Toscani juge ces photomontages « pathétiques ».
En avril 2018, une exposition intitulée « Razza Umana » s'est tenue de à la Cité Miroir à Liège en Belgique, regroupant 700 portraits réalisés par Toscani.
Il s'oppose à Silvio Berlusconi lorsqu'il est président du Conseil, puis à Matteo Salvini.

## Justifications et explications
À travers ses photographies, Oliviero Toscani souhaite refléter la société et ses mutations. Il dit que ses campagnes, qui touchent des sujets tels que les droits de l'homme, la religion ou encore le racisme, sont conçues pour sensibiliser les personnes. Selon lui, la provocation est « connotée négativement », il pense que l’on peut aussi provoquer des sentiments plus nobles comme l’amour, la paix, la bonté ou encore la réflexion. L'Italien propose des images qui font réfléchir les spectateurs : la photographie étant un moyen de communication silencieux, Toscani les invite à interpréter eux-mêmes les affiches publicitaires. Il dit : «Ce n’est pas moi qui explique aux gens ce qu’ils doivent penser. » et : « Devant une image fixe, les gens ont la liberté de se raconter eux-mêmes l’histoire de la photo». D’après lui, la publicité permet de transmettre des messages puissants, ce pourquoi ses photographies publicitaires ne mettent pas nécessairement en avant les produits de la marque.
Oliviero Toscani dit se sentir responsable de faire plus que de dire « Notre pull est joli ». Le message devient plus important que le produit : « toutes les couleurs se valent parce que tous les hommes sont égaux ». Ses photographies reflètent les valeurs fondamentales de Benetton : la diversité, l'égalité et une vision urgente du futur.
On parle de campagnes « choc » car les images dérangent les spectateurs. Oliviero Toscani explique : « Je dérange parce que je mélange les genres, la douleur et le commerce, le journalisme et la publicité, le reportage et la mode. Mais le monde est comme ça ! À l'arrivée, il y a des images, qui sont reçues comme une nouvelle réalité et qui sont visibles partout sur la planète ». En effet, les différentes campagnes de publicité de Toscani font de Benetton une marque universelle.
Le photographe dit avoir fait tomber des tabous dans une société très conventionnelle en touchant des problèmes particuliers de sensibilité éthique et sociale. Selon lui, chaque image doit surprendre et exciter : sans émotions, il n'y a pas d'art.
De son côté, Luciano Benetton explique le style des photographies par le fait qu'elles forment « autant de métaphores illustrant la discrimination pratiquée par la société à l'égard de ceux qui sont différents ».

## Prix et récompenses
- 1992, Prix de la photographie appliquée.